# Persone di cognome Villa
| Questa pagina contiene informazioni ricavate automaticamente dalle voci biografiche con l'ausilio del template Bio e di un bot. L'aggiornamento è periodico e automatico e ricostruisce completamente la pagina. Se manca una persona in questa lista, sei pregato di non aggiungerla, ma accertati piuttosto che la sua voce biografica contenga il template Bio e che i dati anagrafici siano correttamente compilati. Se il template Bio manca, inseriscilo tu stesso o, in alternativa, metti l'avviso {{tmp\|Bio}} che ne segnala la mancanza. Se i dati riportati sono sbagliati, correggi direttamente la voce biografica; le modifiche saranno visibili in questa lista entro pochi giorni. Per chiarimenti vedi il progetto antroponimi. La lista contiene solo le 62 persone che sono citate nell'enciclopedia e per le quali è stato implementato correttamente il template Bio. Pagina aggiornata al 23 lug 2025. |

Questa è una lista di persone presenti nell'enciclopedia che hanno il cognome Villa, suddivise per attività principale.

## Allenatori di calcio(2)
- Matteo Villa, allenatore di calcio e ex calciatore italiano (Vimercate, n. 1970)
- Renato Villa, allenatore di calcio e ex calciatore italiano (Castelleone, n. 1958)

## Artisti(1)
- Emilio Villa, artista, poeta e biblista italiano (Affori, n. 1914 - Rieti, † 2003)

## Attori(3)
- Matteo Villa, attore italiano (Milano, n. 1989)
- Roberto Villa, attore e doppiatore italiano (Casablanca, n. 1915 - Fontevivola di Sutri, † 2002)
- Zach Villa, attore e musicista statunitense (Clinton, n. 1986)

## Attrici(1)
- Imma Villa, attrice italiana (Napoli, n. 1964)

## Avvocati(2)
- Giovanni Villa, avvocato e politico italiano (Corte de' Cortesi con Cignone, n. 1862 - Roma, † 1930)
- Tommaso Villa, avvocato e politico italiano (Canale d'Alba, n. 1832 - Torino, † 1915)

## Calciatori(15)
- Ricardo Villa, ex calciatore e allenatore di calcio argentino (Buenos Aires, n. 1952)
- Angelo Villa, ex calciatore italiano (Sesto San Giovanni, n. 1929)
- Carlo Villa, calciatore italiano (Seregno, n. 1912 - Seregno, † 1975)
- Carlo Villa, calciatore italiano (Novara, n. 1906)
- Carlo Villa, calciatore italiano (Monza, n. 1905)
- Emanuel Villa, ex calciatore argentino (Casilda, n. 1982)
- Leonardo Raúl Villa, calciatore argentino (Santa Fe, n. 1985)
- Lino Villa, calciatore italiano (Villasanta, n. 1946 - Monza, † 2018)
- Luca Villa, ex calciatore italiano (Bologna, n. 1970)
- Luigi Villa, ex calciatore italiano (Pioltello, n. 1945)
- Marco Villa, ex calciatore tedesco (Düsseldorf, n. 1978)
- Mario Villa, ex calciatore italiano (Borgosesia, n. 1939)
- Mario Villa, calciatore italiano (Milano, n. 1925)
- Riccardo Alberto Villa, calciatore italiano (Monza, n. 1919)
- Silvano Villa, ex calciatore italiano (Villasanta, n. 1951)

## Cantanti(1)
- Laura Villa, cantante italiana (Sondrio, n. 1930 - † 2012)

## Cestiste(3)
- Eleonora Villa, cestista italiana (Lissone, n. 2004)
- Matilde Villa, cestista italiana (Lissone, n. 2004)
- Rosalba Villa, cestista italiana (Sampierdarena, n. 1921)

## Cestisti(1)
- Luis Villa, cestista argentino (Buenos Aires, n. 1936 - † 2012)

## Comiche(1)
- Debora Villa, comica, attrice e sceneggiatrice italiana (Pioltello, n. 1969)

## Danzatrici(1)
- Venus Villa, danzatrice cubana (Cuba)

## Direttori della fotografia(1)
- Franco Villa, direttore della fotografia italiano (Roma, † 2009)

## Dirigenti sportivi(1)
- Marco Villa, dirigente sportivo, ex pistard e ciclista su strada italiano (Abbiategrasso, n. 1969)

## Economisti(1)
- Francesco Villa, economista italiano (Milano, n. 1801 - Milano, † 1884)

## Editori(1)
- Renzo Villa, editore, conduttore televisivo e autore televisivo italiano (Luino, n. 1941 - Varese, † 2010)

## Entomologi(1)
- Antonio Villa, entomologo italiano (Milano, n. 1806 - Milano, † 1885)

## Fumettisti(1)
- Claudio Villa, fumettista e illustratore italiano (Lomazzo, n. 1959)

## Generali(1)
- Ercole Tommaso Villa, generale italiano (Torino, n. 1684 - Torino, † 1766)

## Ginnaste(1)
- Giorgia Villa, ginnasta italiana (Ponte San Pietro, n. 2003)

## Ginnasti(1)
- Riccardo Villa, ginnasta italiano (Monza, n. 2005)

## Hockeisti su ghiaccio(2)
- Gabriele Villa, ex hockeista su ghiaccio italiano (Varese, n. 1967)
- Ismo Villa, hockeista su ghiaccio finlandese (Rauma, n. 1954 - † 2014)

## Matematici(1)
- Mario Villa, matematico italiano (Castel Goffredo, n. 1907 - Bologna, † 1973)

## Nobili(1)
- Carlo Villa, nobile e politico italiano (Milano, n. 1766 - Milano, † 1846)

## Pallanuotiste(1)
- Brenda Villa, ex pallanuotista statunitense (Los Angeles, n. 1980)

## Partigiani(1)
- Giovanni Oreste Villa, partigiano e politico italiano (Fubine, n. 1903 - Alessandria, † 1961)

## Patrioti(1)
- Antonio Villa, patriota italiano (Fratta Polesine, n. 1775 - Fortezza dello Spielberg, † 1826)

## Piloti motociclistici(2)
- Francesco Villa, pilota motociclistico e imprenditore italiano (Castelnuovo Rangone, n. 1933 - Modena, † 2020)
- Walter Villa, pilota motociclistico italiano (Castelnuovo Rangone, n. 1943 - Modena, † 2002)

## Piloti motonautici(1)
- Giorgio Villa, pilota motonautico e pilota di rally italiano (Milano, n. 1954)

## Pittori(1)
- Aleardo Villa, pittore, illustratore e pubblicitario italiano (Revello, n. 1865 - Milano, † 1906)

## Poeti(2)
- Carlo Villa, poeta, scrittore e saggista italiano (Roma, n. 1931)
- Dario Villa, poeta e traduttore italiano (Milano, n. 1953 - Milano, † 1996)

## Politici(2)
- Rodolfo Martín Villa, politico spagnolo (Santa María del Páramo, n. 1934)
- Vittorio Villa, politico italiano (Torino, n. 1824 - † 1873)

## Poliziotti(1)
- Stefano Villa, poliziotto italiano (Cremona, n. 1970 - Melegnano, † 1995)

## Scultori(4)
- Edoardo Villa, scultore italiano (Bergamo, n. 1915 - Milano, † 2011)
- Ercole Villa, scultore italiano (Milano, n. 1827 - Vercelli, † 1909)
- Giovanni Battista Villa, scultore italiano (Genova, n. 1832 - Genova, † 1899)
- Ignazio Villa, scultore e pittore italiano (Milano, n. 1813 - Roma, † 1895)

## Sportivi(1)
- Luigi Villa, sportivo italiano (Milano, n. 1945)

## Vescovi cattolici(1)
- Domenico Maria Villa, vescovo cattolico italiano (Bassano, n. 1818 - Parma, † 1882)